# リボンストリート
リボンストリートとは東京都渋谷区神宮前1丁目10番周辺の表参道と竹下通りの間にある道路。
曲がりくねった道がリボンを結んだように見える事から「リボンストリート」呼ばれるようになった。
周辺には美容室が多く点在し、ロングヘア、ポニーテールから発生したヘアリボンブームが由来との説もある。
2004年10月にリボンを展示する「S.I.Cショールーム」が開設され、「リボンストリート」の名前が広く知れ渡るようになった。
女優の小雪さんの著書「ギフト」（幻冬舎/2010.5.10）の164ページに「リボンストリート」が掲載されている。
2014年7月22日に「mikifille & ate　日本おリボン党 リボンストリート・ウォーク」が開催され、リボンファッションの魅力をより多くの人に知ってもらうために、白川みきさんと「日本おリボン党」幹部、リボンファッションに関心のある女性がおリボン・アイテムを着用し、「リボンストリート」を通って表参道を「表参道ヒルズ」まで表参道をウオークした。ウォーキングの内容はＮＨＫ名古屋の情報番組で紹介された。
| スタブアイコン | サブスタブ | この項目は、まだ閲覧者の調べものの参照としては役立たない、東京都に関連した書きかけの項目です。この項目を加筆・訂正などしてくださる協力者を求めています（P:日本の都道府県/東京都）。 |